# Marilia cinerea
Marilia cinerea är en nattsländeart som beskrevs av Navás 1931. Marilia cinerea ingår i släktet Marilia och familjen böjrörsnattsländor. Inga underarter finns listade i Catalogue of Life.